# Zembrzyce (gromada)
Zembrzyce – dawna gromada, czyli najmniejsza jednostka podziału terytorialnego Polskiej Rzeczypospolitej Ludowej w latach 1954–1972.
Gromady, z gromadzkimi radami narodowymi (GRN) jako organami władzy najniższego stopnia na wsi, funkcjonowały od reformy reorganizującej administrację wiejską przeprowadzonej jesienią 1954 do momentu ich zniesienia z dniem 1 stycznia 1973, tym samym wypierając organizację gminną w latach 1954–1972.
Gromadę Zembrzyce z siedzibą GRN w Zembrzycach utworzono – jako jedną z 8759 gromad na obszarze Polski – w powiecie wadowickim w woj. krakowskim, na mocy uchwały nr 31/IV/54 WRN w Krakowie z dnia 6 października 1954. W skład jednostki wszedł obszar zniesionej gminy Zembrzyce oraz obszar dotychczasowej gromady Marcówka ze zniesionej gminy Stryszów w tymże powiecie. Dla gromady ustalono 27 członków gromadzkiej rady narodowej.
1 stycznia 1956 gromada weszła w skład nowo utworzonego powiatu suskiego w tymże województwie.
Gromada przetrwała do końca 1972 roku, czyli do kolejnej reformy gminnej. 1 stycznia 1973 reaktywowano gminę Zembrzyce.